# Batalla del Síverski Donets
La batalla del Síverski Donets va ser una sèrie de combats militars que van tenir lloc el maig de 2022, sobretot del 5 al 13 de maig, al davant de Liman Sievierodonetsk de la batalla de Donbas. Formava part de l'ofensiva l'est d'Ucraïna durant la invasió russa d'Ucraïna.
Les forces russes de la 74a Brigada de Fusellers Motoritzats de la Guàrdia Separada del 41è Exèrcit Combinat d'Armes van ser derrotades per tancs de la 30a Brigada Mecanitzada i artilleria de la 17a Brigada de Tancs de les Forces Armades Ucraïneses, ja que els russos van intentar diversos passos sobre el riu Donets prop dels pobles de Dronivka, Bilogórivka i Serebrianka.
Les forces ucraïneses havien aconseguit repel·lir nombrosos intents de travessar el riu per part de les forces russes. La destrucció de tot un grup tàctic de batallons el 10 de maig, però, va ser descrit com "el combat més mortífer de la guerra" fins ara i va ser un "desastre" per a l'exèrcit rus.

## Context
El Síverski Donets, el quart riu més llarg d'Ucraïna i el més llarg de l'est d'Ucraïna, s'havien considerat durant molt de temps una línia estratègica de defensa de l'exèrcit ucraïnès durant la Guerra russo-ucraïnesa. Com que el riu més llarg de la regió, el control dels Donets també significava la capacitat de maniobrar lliurement maquinari militar al nord i al sud al llarg del camí del riu, impactar l'agricultura regional, i controlar el subministrament d'aigua a ciutats clau com Sievierodonetsk, Lissitxansk, Khàrkiv, i altres.
Durant la batalla de Donbàs, les forces russes van avançar des de la línia de contacte de 2014 cap a la ciutat de Liman, com a part d'un intent més ampli d'encerclar un sortint que contenia més de 40.000 soldats ucraïnesos. El riu Donets era l'obstacle natural més gran que hi havia davant de l'ofensiva russa. Els intents russos de travessar el riu en altres llocs, alguns dels quals van tenir èxit, van implicar el desplegament de pontons per facilitar el transport de tropes i equips a través del riu.

## Batalla
Durant el matí del 5 de maig, l'exèrcit rus, després d'un bombardeig d'artilleria, va intentar travessar el riu a Dronivka, però van ser aturats per les tropes i tancs ucraïnesos. Dos tancs ucraïnesos de la 30a Brigada Mecanitzada van atacar almenys quatre BMP russos, dues barques i dos esquadrons d'infanteria a una distància de 1.200 metres que van aturar l'avanç.
El 8 de maig, les forces russes van construir un pontó sobre els Síverski Donets a Bilogórivka. Milers de persones, tancs i altres vehicles militars es van preparar per creuar a la riba oest del riu com a part del seu avanç més ampli cap a l'oest cap a Liman.
El mateix dia, la 17a Brigada de Tancs d'Ucraïna va enviar un destacament de reconeixement a la riba oest del riu per observar el progrés rus a la zona. Les tropes russes havien llançat granades de fum a la zona, creant dificultats de visibilitat. Per contrarestar això, les forces ucraïneses van desplegar drons, albirant amb èxit el pontó a primera hora del matí. Aquesta informació es va transmetre a la Força Aèria Ucraïnesa i als destacaments d'artilleria estacionats a tota la zona, que van atacar el pont amb un bombardeig aeri i d'artilleria combinat. Es va confirmar que el pont havia estat destruït el 10 de maig. La infanteria ucraïnesa reclamà 30 vehicles destruïts amb 40 més desactivats pel foc d'artilleria per un total de 70 en aquest pas. Les forces ucraïneses van explotar quatre ponts separats només al lloc de Bilogórivka.
L'últim pont va ser construït entre Bilogórivka i Serebrianka al voltant del 12 de maig i també va ser destruït, amb les últimes tropes russes retirant-se al seu costat del riu el 13 de maig.

## Pèrdues
Segons l'Institut per a l'Estudi de la Guerra, dels aproximadament 550 soldats russos que van participar en l'intent de creuar prop de Bilohorivka, 485 van morir o van resultar ferits, i més de 80 peces d'equipament rus van ser destruïdes. The Times va estimar que més de 1.000 soldats van morir durant la batalla al Donets, mentre que Newsweek va citar reclamacions ucraïneses de fins a 1.500 soldats morts durant la batalla.
Una altra font va posar pèrdues russes com a mínim sis tancs, catorze vehicles blindats BMP d'infanteria, set vehicles amfibis MT-LB, cinc vehicles blindats i un remolcador. Els càlculs basats en imatges de drons van posar les pèrdues russes en 73 vehicles i equips.

## Conseqüències
Les pèrdues sofertes per la batalla van empantanar l'avanç rus a l'óblast de Luhansk i van retardar el seu avanç cap al nord de l'óblast de Donetsk.
No va ser fins al voltant del 28-30 de juny, després de la caiguda de Sievierodonetsk i durant el setge de Lissitxansk, que les forces russes van fer una notable travessia fluvial dels Donets, amb els Kadírovtsi txetxens i les unitats separatistes de la LPR capturant la ciutat de Privíl·lia després d'un pas fluvial. Un informe d'intel·ligència del Ministeri de Defensa del Regne Unit va dir que l'encerclament de Lissitxansk des del sud (la direcció de Popasna) va eliminar la necessitat d'un gran pas fluvial pels russos al sector.
Més tard, Bilogórivka va ser capturada per Rússia a la Batalla de Lissitxansk, però Ucraïna va llançar un contraatac destinat a recuperar-la el 17 de juliol. El contraatac va ser denegat per Rússia, i es va considerar que era probable que fracassés. No obstant això, Bilogórivka va ser recuperada per Ucraïna el 19 de setembre.